# Wiecznozielona partia
Wiecznozielona partia (ang. Evergreen game) – szachowa partia rozegrana w roku 1852 pomiędzy Adolfem Anderssenem a Jeanem Dufresne.
Adolf Anderssen był jednym z najlepszych graczy swoich czasów, a po wygranej w londyńskim turnieju szachowym w 1851 r. wielu uznało go za mistrza świata. Jean Dufresne był popularnym autorem książek szachowych. Jego umiejętności szachowe były nieco niższe, lecz nadal bardzo wysokie.
Było to spotkanie towarzyskie, podobnie jak "nieśmiertelna partia". Wilhelm Steinitz określił ją jako "wiecznozieloną w wieńcu laurowym Anderssena" i ta nazwa się przyjęła.

## Przebieg partii
Białe: Adolf Anderssen
 Czarne: Jean Dufresne
 Otwarcie: Gambit Evansa
1. e4 e5 2. Sf3 Sc6 3. Gc4 Gc5 4. b4!?
Gambit Evansa, popularne otwarcie szachowe w XIX wieku. Białe poświęcają piona by zyskać przewagę w rozwoju figur.
4. ... G:b4 5. c3 Ga5 6. d4 e:d4?
To nie najlepsza odpowiedź. Lepsze jest d7-d6.
7.O-O d3!?
Jedyny ruch!
8. Hb3!?
Natychmiastowy atak piona na f7. Burgess doradza We1.
8. ... Hf6 9. e5 Hg6
Czarne nie mogą brać piona na e5. Jeśli 9... S:e5, to 10. We1 d6 11. Ha4+, i białe zdobywają czarnego gońca.
10. We1! Sge7 11. Ga3 b5
Zamiast bronić swej pozycji czarne ofiarowują piona, by uaktywnić wieżę. Burgess doradza 11. ... a6 celem późniejszego wyjścia pionem b7 i zwiększenia tempa.
12. H:b5 Wb8 13. Ha4 Gb6
Czarne nie mogą robić roszady, bo po 14. G:e7 straciłyby figurę. Skoczek na c6 nie może jednocześnie chronić gońca a5 i skoczka e7.
14. Sbd2 Gb7 15. Se4 Hf5? 16. G:d3 Hh5 17. Sf6+!?
Piękna ofiara, choć Burgess zauważył, że 17. Sg3 Hh6 18. Gc1 He6 19. Gc4 prowadzi w prostszy sposób do przewagi materialnej.
17. ... g:f6 18. e:f6 Wg8 19. Wad1 H:f3?
Białe nie mogą brać czarnego hetmana z powodu wieży na g8, jednak lepszym posunięciem byłoby 19. ... Hh3!, po którym białe musiałyby grać ostrożnie by utrzymać przewagę. 19. ... H:f3? jest złym posunięciem, co okaże się w następnych ruchach:
20. W:e7+!! S:e7 21. H:d7+! K:d7 22. Gf5++
Podwójny szach jest zawsze groźny, bo wymusza posunięcie królem. Tutaj podwójny szach jest posunięciem decydującym.
22. ... Ke8 (22. ... Kc6 prowadzi do 23. Gd7#) 23. Gd7+ Kf8 24. G:e7# 1-0